# It Came from the Sea
Albums de Bonobo
Dial 'M' for Monkey
(2005) Days to Come
(2006)
Albums par Solid Steel
On The Wheels Of Solid Steel
(2005) Now, Listen Again!
(2007)
It Came From The Sea est le 7e album de la collection Solid Steel. Il contient des mixs effectués par l'artiste anglais Bonobo. Il est sorti en 2005 sur le label Ninja Tune.

## Liste des titres
1. Solid Steel Intro (Bonobo) - 0:32
2. Sandcastles (Diesler) - 1:46
3. Flutter (Bonobo) - 1:37
4. Exploration (Karminsky Experience) - 3:06
5. Pick Up (Bonobo) - 3:10
6. Hey Mr Bundle (Flevans) - 1:36
7. Score (Black Grass) - 1:52
8. Les Fingres (Solid Steel Players) - 2:40
9. Munchies (I-Wolf featuring DJ Collage remix) (Belgradeyard Sound System) - 3:45
10. Soul Call (Paul Murphy (en)) - 1:52
11. Hidden (King Seven) - 3:21
12. Recurring (Bonobo) - 4:52
13. Change Down / The Sugar Rhyme (Bonobo) - 4:10
14. Marra Bossa (Jazz Juice) - 4:20
15. Introduction (Cannonball Adderley) - 1:01
16. I Know A Little Cuban (Hugo Maldoro) - 3:52
17. Change Is What We Need (Trouble Man) - 6:42
18. Easy Muffin (Amon Tobin) - 4:31
19. Paths In Soft Focus (Savath and Savalas) - 3:17
20. Otters Pond (Super Numeri) - 2:22